# Corps Guestphalia Berlin

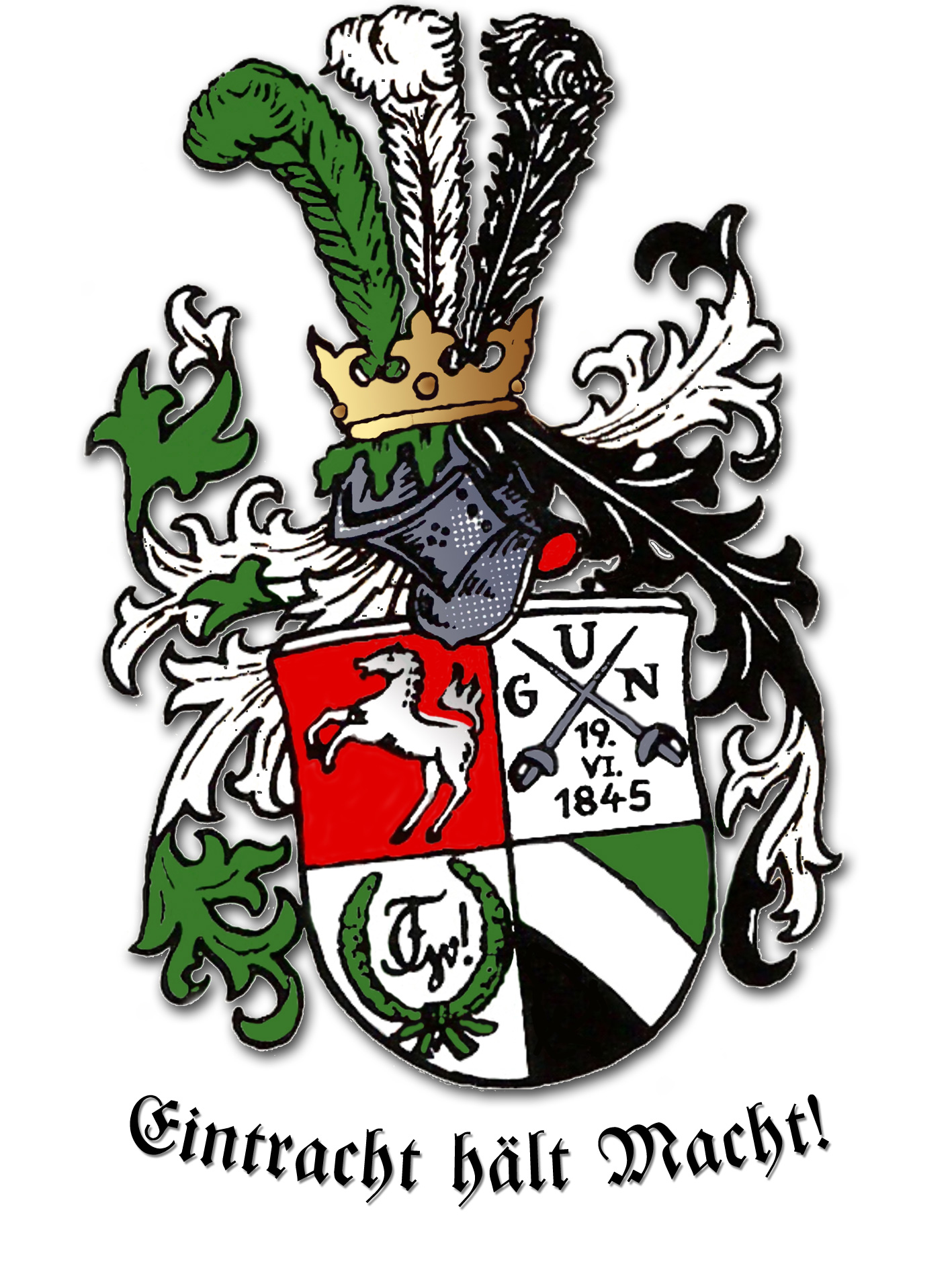
Guestphalias Wappen

Das Corps Guestphalia Berlin ist eine farbentragende und pflichtschlagende Studentenverbindung im Kösener Senioren-Convents-Verband.

## Geschichte
Eine Guestphalia I mit den Farben grün-schwarz-weiß mit silberner Perkussion ist in Berlin schon 1811, kurz nach Gründung der Universität, bezeugt. Sie bestand bis 1821. Zu ihren prominentesten Mitgliedern gehörte Theodor Körner, der Dichter der Befreiungskriege, der nach seiner Relegation von der Universität Leipzig nach Berlin gewechselt war.
Die heutige Guestphalia wurde am 19. Juni 1845 an der Friedrich-Wilhelms-Universität gegründet. Wie bei fast allen Westfalencorps sind die Farben grün-weiß-schwarz auf silberner Perkussion. Der Wahlspruch ist Eintracht hält Macht! Guestphalia schloss wenige Tage nach ihrer Stiftung mit dem Corps Pomerania ein „Exkartellverhältnis“ gegen den Senioren-Convent der Corps Neoborussia und Hansea.
1863 und 1882 stellte das Corps mit Rudolf Windelband I (später Ehrenmitglied) und Karl Piest die Vorsitzenden des Kösener Congresses. 1912 wurde auf einem Eckgrundstück an der Bettina- und Douglasstraße in Berlin-Grunewald ein eigenes Corpshaus eingeweiht. Im Ersten Weltkrieg diente es ab 1914 als Genesungsheim für verwundete Soldaten.
Im Nationalsozialismus musste Guestphalia am 30. Oktober 1935 wie alle Corps suspendieren. Sie rekonstituierte sich am 11. November 1950 in Mainz und wurde Mitglied des dort neugegründeten SC. Am 30. Oktober 1955 verlegte sie zurück nach Berlin.

## Verhältnisse
Guestphalia gehört zum grünen Kreis im KSCV. Befreundete Verhältnisse bestanden mit Masovia (1880–1882) und Tigurinia I und bestehen mit Franconia München (1870), Holsatia, Franconia Jena, Borussia Breslau (1964) und Albertina.

## Berliner Westfalen

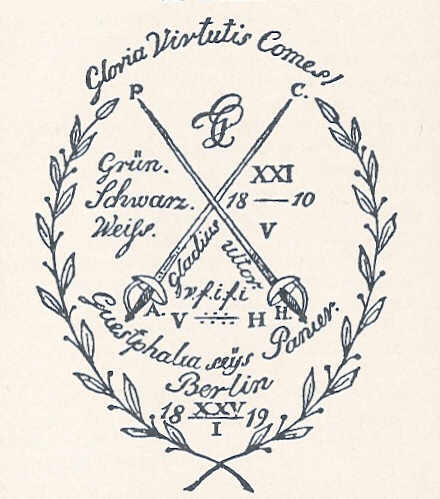
Bundeszeichen der Guestphalia I (1819)

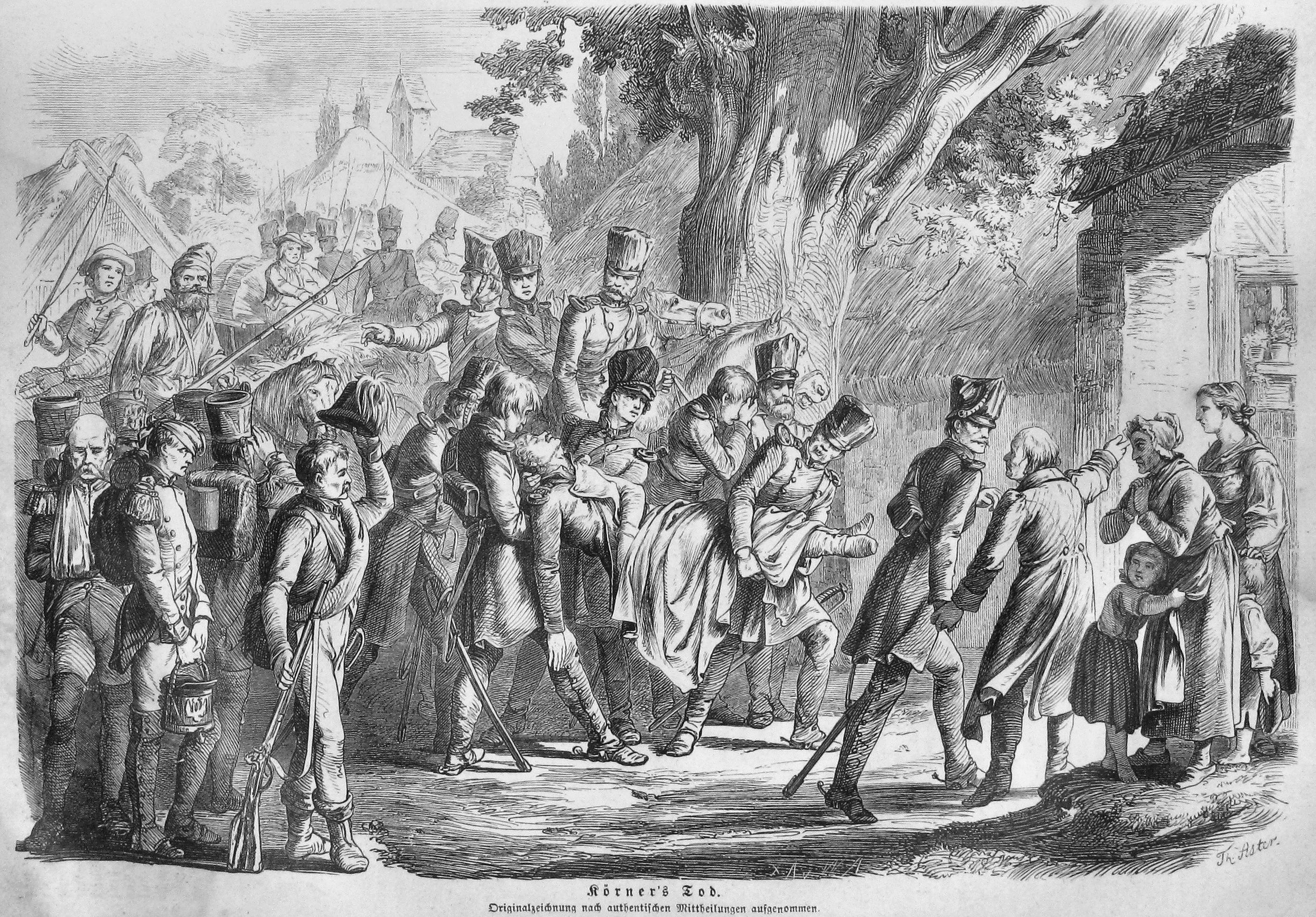
Körners Tod, aus der Gartenlaube 1863

- Heinrich von Achenbach (1829–1899), Bergrechtler, Politiker
- Gerd Beug (1882–1961), Ingenieur und Industrieller
- Karl Friedrich Beug (1883–1965), Industrieller
- Joachim Brinkmann (1934–2022), MdHB
- Max Duderstadt (1861–1918), Landrat in Westerburg und Diez
- Karl Credé-Hoerder (1878–1952), Arzt und Schriftsteller
- Gustav Fabricius (1880–1960), Vorstand der Stettiner Hafengesellschaft mbH und der Flughafen Stettin GmbH
- Horst Gärtner (1911–2001), Mikrobiologe und Hygieniker
- Julius Goerdeler (1844–1928), Richter und Parlamentarier in Westpreußen
- Harald Gollnick (* 1948), Dermatologe
- August Hagen (1834–1910), Präsident des Oberlandesgerichtes Naumburg, MdHdA
- Carl Bernhard von Ibell (1847–1924), Oberbürgermeister von Wiesbaden
- John Koch (1850–1934), Anglist und Studentenhistoriker
- Theodor Körner (Schriftsteller) (1791–1813), Stifter von Guestphalia I
- Julius Kraaz (1822–1889), Jurist, Zuckerfabrikant, MdR
- Horst Lahr (1913–2008), Theologe
- Rolf Otto Lahr (1908–1985), Botschafter
- Joachim Linck (1940–2013), Jurist, Publizist und Autor, erster Direktor des Thüringer Landtags
- Gustav Adolf Meibauer (1821–1897), Jurist, MdHdA
- Max Menny (um 1862–1921), Kreisdirektor in Château-Salins und Colmar
- Wolfgang Müller-Ruchholtz (1928–2019), Immunologe
- Louis Niemeyer (1856–1940), Rechtsanwalt und Richter in Hamburg, MdHB
- Martin Oldiges (1940–2016), Jurist, Hochschullehrer in Leipzig
- Otto Polysius (1863–1933), Ingenieur und Industrieller
- Joachim Raack (1901–1997), Richter am Bundessozialgericht
- Albrecht Freiherr von Rechenberg (1861–1935), Gouverneur von Deutsch-Ostafrika, MdR
- Urs Rechn (* 1978), Regisseur, Theater-, Fernseh- und Kinoschauspieler
- Willem Sax (1797–1852), Jurist und Politiker, Mitglied der Zweiten Kammer der Hannoverschen Ständeversammlung
- Adolph von La Valette-St. George (1831–1910), Anatom
- Rudolf Windelband (1869–1909), homöopathischer Arzt in Berlin; Vorsitzender des oKC 1863, Ehrenmitglied
- Johannes Zwick (* 1955), Arzt, Aufsichtsratsvorsitzender der Johannesbad Unternehmensgruppe